# Marcus Paige
Marcus Taylor Paige (in serbo Маркус Тејлор Пејџ?; Cedar Rapids, 11 settembre 1993) è un ex cestista statunitense naturalizzato serbo.

## Carriera
È stato selezionato dai Brooklyn Nets al secondo giro del Draft NBA 2016 (55ª scelta assoluta).

## Statistiche

### College
| Anno      | Squadra             | PG  | PT  | MP   | TC%  | 3P%  | TL%  | RP  | AP  | PRP | SP  | PP   |
| --------- | ------------------- | --- | --- | ---- | ---- | ---- | ---- | --- | --- | --- | --- | ---- |
| 2012-2013 | N. Carol. Tar Heels | 35  | 34  | 29,2 | 35,6 | 34,4 | 83,6 | 2,7 | 4,6 | 1,4 | 0,1 | 8,2  |
| 2013-2014 | N. Carol. Tar Heels | 34  | 33  | 35,6 | 44,0 | 38,9 | 87,7 | 3,2 | 4,2 | 1,5 | 0,2 | 17,5 |
| 2014-2015 | N. Carol. Tar Heels | 38  | 38  | 33,2 | 41,3 | 39,5 | 86,5 | 2,9 | 4,5 | 1,7 | 0,2 | 14,1 |
| 2015-2016 | N. Carol. Tar Heels | 34  | 34  | 31,6 | 39,8 | 35,6 | 77,4 | 2,5 | 3,8 | 1,1 | 0,4 | 12,6 |
| Carriera  | Carriera            | 141 | 139 | 32,4 | 40,7 | 37,5 | 84,4 | 2,8 | 4,3 | 1,4 | 0,2 | 13,1 |

### NBA

#### Regular Season
| Anno      | Squadra           | PG | PT | MP  | TC%  | 3P%  | TL% | RP  | AP  | PRP | SP  | PP  |
| --------- | ----------------- | -- | -- | --- | ---- | ---- | --- | --- | --- | --- | --- | --- |
| 2017-2018 | Charlotte Hornets | 5  | 0  | 5,6 | 28,6 | 25,0 | 100 | 0,8 | 0,6 | 0,0 | 0,0 | 2,4 |
| Carriera  | Carriera          | 5  | 0  | 5,6 | 28,6 | 25,0 | 100 | 0,8 | 0,6 | 0,0 | 0,0 | 2,4 |

## Palmarès
- Coppa di Serbia: 2

Partizan Belgrado: 2019, 2020
- Supercoppa ABA Liga: 1

Partizan Belgrado: 2019